# 북원초등학교
북원초등학교(北原初等學校)는 대한민국 강원특별자치도 원주시에 있는 공립 초등학교이다.

## 연혁
- 1984. 06. 24 북원국민학교 설립인가
- 1985. 05. 04 북원국민학교 개교(13학급)
- 1996. 03. 01 북원초등학교 개칭
- 2004. 12. 21 강원교육새바람 실천 우수학교 표창 수상
- 2007. 02. 13 도서관 현대화 시설 개관
- 2007. 09. 10 과학실 현대화 시설 개관
- 2007. 10. 25 다목적실(화랑관)개관식
- 2007. 11. 01 장애인용 엘리베이터 신관동 설치
- 2007. 12. 05 강원도교육청 꿈을 키우는 으뜸 교육상 수상
- 2008. 04. 02 컴퓨터실 개관
- 2008. 12. 16 북원 잉글리쉬센타 개관
- 2009. 05. 30 방송실 리모델링
- 2009. 08. 31 급식소 신축 개관
- 2009. 09. 01 제8대 교장 신길용 부임
- 2009. 09. 20 동시탑 건립
- 2010. 02. 12 제25회 졸업식(총계 4257명)
- 2010. 02. 26 전광판 설치
- 2010. 05. 24 강원도소년체전 수영대회 금메달 7개 획득
- 2010. 08. 17 보건실 리모델링
- 2010. 08. 24 제10회 강원도 한마음 합창대회 1위 수상
- 2010. 09. 20 강원도도지사기 수영대회 금메달 4개 획득
- 2010. 10. 20 급수대 설치
- 2010. 11. 13 주차장 설치
- 2010. 11. 29 교육감기 수영대회 금메달 7개 획득
- 2011. 02. 16 제26회 졸업식(총4398명)
- 2011. 03. 02 2011학년도 19학급 편성(하늘반 포함)
- 2011. 09. 28 양치교실 개소식
- 2011. 11. 02 교과부 위탁 강원도교육청 지정 정책연구학교 중간 보고회
- 2012. 02. 16 제27회 졸업식(계 4511명)
- 2012. 03. 02 2012학년도 17학급 편성(하늘반 포함)
- 2012. 07. 25 실내환경개선공사, 화장실보수 및 기계설비 전기공사
- 2012. 12. 17 융합형특별교실(미술실) 현대화사업 준공
- 2013. 02. 15 제28회 졸업식 (계 4628명)
- 2013. 03. 01 2013학년도 16학급 편성(하늘반 포함)
- 2014. 02. 07 제29회 졸업식(총 4696명)
- 2014. 03. 01 제9대 교장 김선구 부임
- 2014. 03. 01 2014학년도 16학급 편성(하늘반 포함)